# NGC 4037
NGC 4037 (другие обозначения — UGC 7002, MCG 2-31-15, ZWG 69.27, IRAS11588+1340, PGC 37928) — спиральная галактика с перемычкой (SBb) в созвездии Волос Вероники. Открыта Уильямом Гершелем в 1784 году.
В радиальном профиле поверхностной яркости галактики наблюдается излом, то есть, после определённого радиуса яркость начинает убывать быстрее. При этом, в отличие от многих других галактик, этот излом находится на радиусе, более чем вдвое превышающем размеры бара. Это значит, что, вероятно, излом не связан с внешним резонансом Линдблада в галактике. 
Этот объект входит в число перечисленных в оригинальной редакции «Нового общего каталога».